# Audemars Piguet

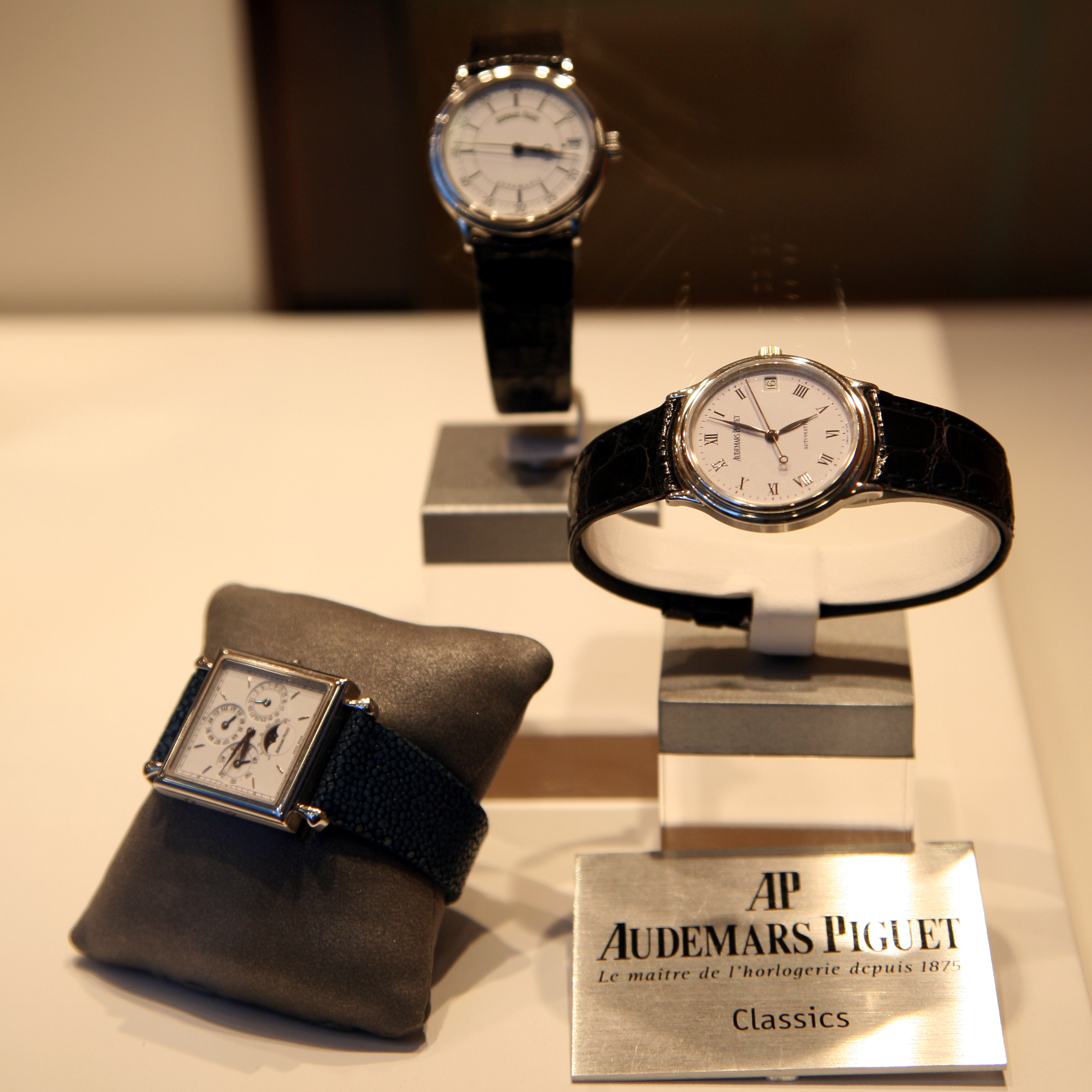
Zegarki firmy Audemars Piguet

Audemars Piguet – (wymowa [odmaʁ piɡɛ]) szwajcarska manufaktura ekskluzywnych zegarków.

## Historia
Firma utworzona została przez pochodzących z Le Brassus 23-letniego wówczas Jules’a Audemarsa i 21-letniego Edwarda-Augusta Pigueta w Vallée de Joux (dolinie zegarków)  w 1875 roku. Między 1894 a 1899 rokiem firma wyprodukowała jedynie 1200 zegarków i na przestrzeni lat produkcja ta nie zwiększyła się znacznie mimo postępu technologicznego osiągając w latach 2000–2007 liczbę 16 tysięcy sztuk rocznie. Firma wprowadziła bardzo wiele innowacji w świat zegarków mechanicznych które do dziś są stosowane przez wszystkie liczące się manufaktury zegarmistrzowskie. Do najsłynniejszych należy najmniejszy powtarzacz minut nazywany inaczej Minute Repeater a także zegarek kieszonkowy z przeskakującą wskazówką sekundnika znaną jako jumping second-hand. W 1925 roku Audemars Piguet skonstruował także najcieńszy zegarek kieszonkowy na świecie. Następnie przyszedł czas na najcieńszy na świecie mechanizm automatyczny skonstruowany razem z inną znaną szwajcarską manufakturą Jaeger-LeCoultre, w którym zastosowano koło zamachowe z 21 karatowego złota. W 1972 firma wypuściła na rynek swój najsłynniejszy model „Royal Oak” zaprojektowany przez Geralda Gentę.
Do dziś firma produkuje zegarki mechaniczne jedynie ręcznie robione, pomimo że proces produkcji tym sposobem jest dłuższy. Do Audemars Piguet należało 40% Jaeger-LeCoultre, która to marka w 2000 r. została przejęta przez Grupę Richemont.